# Das Kinobuch
Das Kinobuch ist eine 1913 erschienene Sammlung von Filmexposés, die Kurt Pinthus angeregt und herausgegeben hatte. 50 Jahre nach Erscheinen wurde der inzwischen legendäre Band erneut aufgelegt und noch einmal 20 Jahre später ein weiteres Mal.

## Entstehung
Kurt Pinthus war Theaterkritiker für das Leipziger Tageblatt und verfasste darin – nach eigenen Angaben – die erste Filmkritik Deutschlands. Er war zwar de facto nicht der Verfasser der allerersten Filmkritik, dies mindert aber keineswegs seine Pionierrolle. Man warf ihm daraufhin vor, das „niedere“ Unterhaltungsformat zu ernst zu nehmen und die ihm zugestandenen Zeitungsspalten dafür zu missbrauchen. Er begann sich – nicht zuletzt aus Rechtfertigungsgründen – näher mit dem Kinowesen zu beschäftigen. Dabei fiel ihm auf, dass längere Filme immer auf literarischen Vorlagen basierten, also bisher noch keine speziellen Plots für Filmproduktionen entwickelt worden waren. Er bat seine literarischen Freunde europaweit, ihm selbsterdachte Kinostücke ohne literarisches „Vorleben“ zuzusenden, um sie als Sammelband zu veröffentlichen. Außer ihm selbst reichten 14 überwiegend expressionistische Autoren (Richard Arnold Bermann beteiligte sich sowohl unter seinem Klarnamen als auch unter seinem Pseudonym Arnold Höllriegel an dem Projekt, sodass Pinthus 15 angibt) mehr oder weniger ausgearbeitete Ideen ein, die alle Eingang in das Buch fanden.

## Veröffentlichung
Der auch als Lektor tätige Pinthus fand in seinem Arbeitgeber, dem Verleger Kurt Wolff, jemanden, der mitzog. Eingebunden in eine Lithografie von Ludwig Kainer, die eine Mordszene abbildet, erschien das auf der Haupttitelseite auf 1914 vordatierte Buch Ende 1913. Der vollständige Titel dieser Erstausgabe lautet: Das Kinobuch. Kinodramen von Bermann, Hasenclever, Langer, Lasker-Schüler, Keller, Asenijeff, Brod, Pinthus, Jolowicz, Ehrenstein, Pick, Rubiner, Zech, Höllriegel, Lautensack. Einleitung von Kurt Pinthus und ein Brief von Franz Blei. Pinthus’ Vorwort widmete sich vor allem zwei Aspekten: Zum einen dem Unterschied zwischen der Theateraufführung, die auf Worte und Dialoge gründet, und dem Filmgeschehen, das mittels ausgeprägter Mimik und Gestik verständlich werden muss, dafür aber durch Montage Parallelhandlungen oder Ortswechsel beliebig schnell und oft durchführen kann statt an eine begrenzende Bühne gebunden zu sein. Zum anderen der gesellschaftliche Nutzen des Films, dessen Leinwandabenteuer Erlebniskompensation und dessen Gefühlsduselei Katharsis ermöglichen.
Im selben Jahr des Bucherscheinens spielten die seinerzeit bewunderten Bühnenschauspieler Albert Bassermann und Paul Wegener jeweils erstmals in Filmen mit. Während Bassermann von den voreingenommenen Kritikern verrissen wurde, kam man bei Wegeners Film Der Student von Prag nicht umhin, die spannende Handlung, die photographischen Effekte, die ungewöhnliche Ausleuchtung und die beseelten Landschaftsaufnahmen anzuerkennen. Das neue schauspielerische Betätigungsfeld entwickelte sich nun rasant, woran Das Kinobuch jedoch keinen Anteil hatte, weil es lange Zeit übersehen wurde.

## Inhalt
Die Seitenangaben beziehen sich auf die Ausgabe von 1913/14.
- Kurt Pinthus: Einleitung: Das Kinostück, S. 1–12

Wie Pinthus meinte, müsse „zu Beginn eines Buches Kinostücke das Wesen des Kinostücks“ erörtert werden.
- Richard A. Bermann: Leier und Schreibmaschine, S. 13–18

Laut Pinthus ist die Film-im-Film-Handlung, in der sich ein Pärchen uneinig über Tüchtigkeit und Muße ist, voller „feuilletonistischer, filmzauberischer Einfälle“.
- Walter Hasenclever: Die Hochzeitsnacht. Ein Film in drei Akten, S. 19–30

Pinthus rechnete die Geschichte um ein Liebesopfer mit variablem, aber bevorzugt gutem Ende zu den „tragikomischen Abenteuern“. Für die Germanistin und Literaturhistorikerin Dorit Müller belegt der Text durch „die knappe, teils telegrammstilartige Sprache und die Berücksichtigung der Umsetzbarkeit einzelner Episoden eine intensive Auseinandersetzung mit dem visuellen Medium“, was nicht bei allen Beiträgen der Fall sei. Zwei weitere Charakteristika hebt sie hervor, nämlich die Szenentafeln und die „fließenden Übergänge zwischen Wirklichkeit und Traum“.
- František Langer: Der Musterkellner, S. 31–35

Die Kurzprosa um einen Kellner, der in seiner Freizeit aufschneiderisch die Schauspielerin umwirbt, die er abends unerkannt dienstlich bewirtet, und der, nachdem die Schauspielerin dies herausgefunden hat, gedemütigt wird, bezeichnete Pinthus als „zarte oder gefährliche Idylle“.
- Else Lasker-Schüler: Plumm-Pascha. Morgenländische Komödie, S. 37–41

Der Beitrag der bekannten Vertreterin des Expressionismus, dessen Hauptfigur ein verzauberter Großwesir ist, ist eine in Oberägypten angesiedelte Groteske oder – wie Pinthus es ausdrückte – eine „orientalische Märchenvision“. Dorit Müller lobt auch hier den vorhandenen Gedanken an die Umsetzbarkeit sowie die knappe Sprache. Lasker-Schülers Beitrag habe aufgrund der „komödiantischen Gestalten“ und „ausgefallenen Requisiten“ einen hohen Unterhaltungswert.
- Philipp Keller: Die Seuche, S. 43–49

Das Skript, in dem eine Trauergeste während einer Seuchenheimsuchung von abergläubischen Dorfbewohnern als Verhexung gedeutet wird, von der sie Zigeunermagie erlösen soll, charakterisierte Pinthus – wie schon bei Lange – als „zarte oder gefährliche Idylle“.
- Elsa Asenijeff: Die Orchideenbraut. Film in drei Akten, S. 51–63

Weil aufgrund von Gesellschaftskonventionen und Stolz eine Liebe unausgesprochen bleibt und mit einem Freitod endet, nannte Pinthus diese Ausarbeitung „blühend romantischen Edelkitsch“.
- Max Brod: Ein Tag aus dem Leben Kühnebecks, des jungen Idealisten, S. 65–70

In Brods Beschreibung der Fantasiewelt eines Zwölfjährigen, die sich mit der Realität auf so kreative Weise verschränkt, dass es ihm gelingt, einen Verbrecher zu überführen, sah Pinthus die „Nutzung neuer technischer Möglichkeiten für phantastische Tricks“. Ähnlich beurteilte Dorit Müller den Text, indem sie „das faszinierend-verwirrende Ineinanderfließen von Wirklichkeit und Vorstellungswelten“ herausstellte, das gezielt gewählt worden sei, um „für die Bühne undarstellbare Möglichkeiten auszunutzen“.
- Kurt Pinthus: Die verrückte Lokomotive oder Abenteuer einer Hochzeitsfahrt. Ein großer Film, S. 71–82

Die „Nutzung neuer technischer Möglichkeiten für phantastische Tricks“ versuchte Pinthus in seinem eigenen Beitrag aufzuzeigen. Ausgehend von zwei parallel erzählten Liebesgeschichten entwickelt der Filmentwurf das Motiv der sich verselbständigenden Maschine und mündet in einer Robinsonade. Der Medienwissenschaftler Klaus Kreimeier fand ihn am besten gelungen. Bereits der Titel vereine „alles, was zur Dramaturgie des Staunens im Kino gehört: das Abenteuer, die Verrücktheit, Aufbruch und weite Fahrt (im Bild der Lokomotive) – und schließlich: der Umstand, dass zwei Menschen eigentlich nur heiraten und sich lieben wollen und statt dessen – beinahe – in die Hölle geraten. Denn sie sitzen in einem Eisenbahnzug, dessen Lokomotivführer leider wahnsinnig geworden ist.“ Pinthus entwerfe „ein Programm, das die Kategorie des ‚bloß Denkmöglichen‘ auf die Potenzen der technischen Bewegungsbilder“ anwende und nehme mittels seiner Vorstellungskraft den Surrealismus vorweg. Hierzu meint Müller, es werde der Aspekt des Tempos und der Aufhebung physikalischer Gesetze eingebracht, „doch gelingt es ihm nicht, seine genuin literarisch geprägte Schreibweise dem visuellen Medium anzupassen“.
- Julie Jolowicz: Die rote Laterne, S. 83–87

Zur „Rüpel-Groteske“ erklärte Pinthus den Plot um einen naiven jungen Menschen aus der Provinz, der versehentlich im Berliner Rotlichtbezirk Quartier bezieht, wo er beim Versuch, einen Brand anzuzeigen, die roten Laternen mit Feuermeldern verwechselt. Dorit Müller sah in der Grundidee einen groben Schnitzer, weil ohne eindeutige Farbwiedergabe der Effekt verpufft.
- Albert Ehrenstein: Der Tod Homers oder Das Martyrium eines Dichters, S. 89–97

Die „bittere Satire von Homers klassischem Dichterschicksal“ (Pinthus) zeigt Homer in 22 Bildern als Bettler und Straßenmusikant, der überall in Schwierigkeiten gerät. Die „straff“ zusammengefassten Situationsbeschreibungen entbehrten leider ihrer Gestaltungsmittel, merkte Müller an.
- Otto Pick: Florians glückliche Zeit, S. 99–105

Auch diese Erzählung von einem jungen Mann aus bäuerlichem Milieu, der unverhofft zu Reichtum gelangt, aber durch seine Unbedarftheit alles wieder verliert, gehörte für Pinthus zu den „tragikomischen Abenteuern“.
- Ludwig Rubiner: Der Aufstand. Pantomime für das Kino, S. 107–117

Eine Arbeiterrevolte, in deren Wirren eine durchtriebene Frau ihr nützliche Männer um den Finger wickelt und zweimal die Seiten wechselt, wird nach Pinthus’ Ansicht in „großen sozialen Aufruhrbildern“ geschildert. Müller macht hier wieder eine „knappe, teils telegrammstilartige Sprache und die Berücksichtigung der Umsetzbarkeit einzelner Episoden“ aus. Einerseits habe Rubiner ein Gespür für Szenenarrangements und Parallelmontagen, andererseits vernachlässige er Mienenspiel und Gestik.
- Paul Zech: Der große Streik, S. 119–132

Die „großen sozialen Aufruhrbilder“ sah Pinthus ebenso bei Zechs literarisch-expressiv geschilderten Ereignissen während eines Bergarbeiterstreiks, der in einem Sabotageakt mit hundert Toten endet. Dabei würden Sprache und Geräusche so differenziert beschrieben, wie es ein Stummfilm gar nicht nuancieren könne, weshalb das Stück eher einem Hörspiel gleichkomme, schrieb Dorit Müller.
- Arnold Höllriegel: Galeotto, S. 133–139

Eine weitere Film-im-Film-Geschichte mit „feuilletonistische[n], filmzauberische[n] Einfälle[n]“ von einer Frau, die sich während einer Kinovorstellung dazu entschließt, ihren reichen, aber alten und unattraktiven Ehemann für einen jungen Geliebten zu verlassen. In Dorit Müllers Zusammenfassung eine Dreiecksgeschichte, die sich in einem von allen Beteiligten angesehenen Film widerspiegelt.
- Heinrich Lautensack: Zwischen Himmel und Erde. Ein kinematographisches Spiel in drei Akten, S. 141–159

Bei diesem Stück, auf dessen Höhepunkt ein Duell auf einem Fabrikschornstein stattfindet, handelt es sich um ein fachmännisch angelegtes Drehbuch im „expressionistischen Filmszenario-Stil“. Das „Eifersuchtsdrama mit tödlichem Ausgang“ gehöre zwar zu den aus Sicht der Filmbranche professionellen Entwürfen, jedoch nicht zu den originellsten. Schon 1914, klärt Müller auf, habe ein Rezensent die „Kitschigkeit“ moniert.
- Franz Blei: Kinodramen. Ein Brief, S. 161–162

Bleis Überlegungen zur generellen Ausrichtung mit Präferenz für die Biografie und das Alltägliche gegenüber Exotik und Phantasie.

## Neuauflagen
Blieb das Werk nach seinem Erscheinen nahezu unbeachtet, so wurde es in den folgenden Jahrzehnten gelegentlich und um 1960 herum verstärkt wiederentdeckt. Filmhistoriker und Universitätsdozenten zitierten und analysierten es und der Züricher Arche Verlag plante bereits eine Neuausgabe, als vom Suhrkamp Verlag 1961 mit seinem Spectaculum-Band Texte moderner Filme das – wie die Neue Zürcher Zeitung schrieb – „Wagnis“ von Pinthus wiederholt wurde. In Enno Patalas’ Spectaculum-Nachwort wird Das Kinobuch nur kurz erwähnt, und zwar in Verbindung mit der ablehnenden Haltung der frühen Filmschaffenden, die eine textliche Vorstufe für eine Filmproduktion als „Sakrileg“ betrachtet hätten. Daher sei etwas Ähnliches wie Pinthus’ Buch seitdem nicht mehr versucht worden.
1963, zum 50-jährigen Jubiläum, kam die Neuausgabe schließlich heraus. Der originale Schutzumschlag konnte allerdings nicht reproduziert werden. Als einzige textliche Abwandlung hieß es im Titelzusatz nicht mehr „Kinodramen“, sondern „Kinostücke“. Pinthus vermerkte gleich zu Beginn seines neuen Vorwortes, dass in der vergangenen Zeitspanne insgeheim wie unwissentlich Aspekte daraus von der Filmbranche übernommen worden seien.
Nach Ablauf der 70-jährigen Regelschutzfrist wurde erneut ein Reprint gedruckt: Der Fischer-Taschenbuch-Verlag gliederte Das Kinobuch in seine Fischer-Cinema-Taschenbuchreihe ein. Im Titelzusatz wurden nun den Autoren-Nachnamen die Vornamen hinzugefügt. Das Nachwort besorgte Walter Schobert, der Mitherausgeber des Fischer Film Almanachs und Autor vieler Bücher zur Filmkunst. Für das Cover wurde ein Bildausschnitt aus der Originalumschlaggrafik verwendet.

## Ausgaben
- Kurt Wolff Verlag, Leipzig 1913 (vordatiert: „1914“).
- Verlag der Arche, Zürich, 1963 (Vermerk: „Dokumentarische Neu-Ausgabe des ‚Kinobuchs‘ von 1913/14“).
- Fischer Taschenbuch Verlag, Frankfurt am Main 1983, ISBN 3-596-23688-6 (Reihe Fischer Cinema, Band 3688).
- Národní filmový archiv, Prag 2022, ISBN 978-80-7004-195-6 (Reihe Fischer Cinema, Band 3688). Tschechische Ausgabe.

## Kritiken
Pinthus berichtete im Vorwort zur Neu-Ausgabe, dass sein Buch größtenteils als Scherz beziehungsweise Literatenulk aufgefasst worden sei. Er zitierte aber auch Friedrich Pruss von Zglinicki, der 1956 im Standardwerk Weg des Films Initiator wie Beiträger ihrer Fähigkeiten und ihres Vorausblicks rühmte.
Paul Marcus, bekannt unter seinem Kürzel Pem, verwies 1931 in der Neuen Berliner Zeitung – Das 12-Uhr-Blatt angesichts unbehobener „Filmprobleme“ auf die Pionierarbeit von Pinthus: „Und es zeigt, daß manches mit dem Kino anders wäre, wenn man die Arbeitsbereitschaft der Dichter nicht ignoriert hätte. Daß fast nirgends literarische Ambitionen zu spüren sind, daß die Autoren die Erfordernisse des Kinos erkannt haben. Vielleicht sehen sich die Herren der Industrie das alte 'Kinobuch' mal an und vielleicht kommt ihnen dabei auch der Gedanke, daß man die Gestalter des Wortes doch beim Sprechfilm nicht vergessen sollte.“
Der Spiegel kommentierte 1964 die Neuauflage bissig: „Deutsche Schriftsteller hatten schon damals zum Film kein rechtes Verhältnis.“ Und nach einem despektierlich herausgegriffenen Szenen-Beispiel hieß es weiter: „Nur der Essayist Franz Blei, der kein Exposé beisteuerte, sah klar […].“
Im Teaser (Über dieses Buch) der Fischer-Ausgabe von 1983 steht zu lesen: „Die jungen Autoren von damals schrieben, auf visuelle Wirkung bedacht, ein buntes Potpourri der Milieus, der Situationen und dramatischen Schicksale. So entstand eines der originellsten Dokumente der frühen Filmgeschichte.“ Daselbst schrieb Walter Schobert in der Nachbemerkung zur Taschenbuchausgabe, die in der Stoffwahl breiten Beiträge, die vom Melodram über Groteske, Sozialdrama, herzhaftem Kitsch bis zur satirisch-grausamen Überzeichnung reichten, hätten den Filmproduktionen jener Tage „keine Spur von Veredelung“ angedeihen lassen können, da sie lediglich den Status quo widerspiegelten und schlicht „guter alter Kintopp“ seien, an dem die Filmhistoriker „ihr Bild von der Frühzeit des deutschen Films mit präziseren, schärferen Konturen zeichnen“ könnten.
„Das Ergebnis sind sonderbare literarische Kabinettstücke […]“, fasste Klaus Kreimeier 2001 den Buchinhalt zusammen.
Dass sich die um Emanzipation des Films von der technikunberührten Literatur bemühten Schriftsteller aufgrund ihrer Ahnungslosigkeit von filmischen Herstellungsabläufen bezüglich der Verwirklichung ihrer Ideen selbst im Wege standen, fand Dorit Müller 2004.
2006 betonte Claudia Wolf noch einmal die nahezu Unbrauchbarkeit der Entwürfe: „Festzuhalten bleibt, dass die in dem ‚Kinobuch‘ publizierten Skizzen keineswegs durchformulierte Filmszenarien darstellen, sondern viel eher kleine Prosastücke. Die Mehrzahl der Autoren produziert Prosa-Texte, die bestenfalls als Exposés oder Treatments zu bezeichnen sind und lediglich ansatzweise die Grundzüge der intendierten Filmhandlung umreißen.“